# Prievaly
Prievaly (en allemand : Schadendorf ) est un village de la région de Trnava, en Slovaquie.

## Histoire
La première mention écrite du village date de 1439.

## Démographie

### Évolution de la population
| Année:               | 1994. | 2004.   | 2014.   | 2024.   |
| -------------------- | ----- | ------- | ------- | ------- |
| Nombre de personnes: | 927   | 906     | 996     | 941     |
| Différence:          |       | -2,26 % | +9,93 % | -5,52 % |

| Année:               | 2023. | 2024.   |
| -------------------- | ----- | ------- |
| Nombre de personnes: | 933   | 941     |
| Différence:          |       | +0,85 % |